# Gare du Theil - La Rouge
Ne doit pas être confondu avec Gare du Theil-de-Bretagne.
La gare du Theil - La Rouge est une gare ferroviaire française de la ligne de Paris-Montparnasse à Brest, située sur le territoire de la commune de Val-au-Perche (le nom de la gare fait référence aux anciennes communes de La Rouge, où elle était implantée, et du Theil), dans le département de l'Orne, en région Normandie.
C'est une gare de la Société nationale des chemins de fer français (SNCF), desservie par les trains des réseaux TER Pays de la Loire et TER Centre-Val de Loire.

## Situation ferroviaire
Établie à 104 m d'altitude, la gare du Theil - La Rouge est située au point kilométrique (PK) 158,974 de la ligne de Paris-Montparnasse à Brest, entre les gares ouvertes de Nogent-le-Rotrou et La Ferté-Bernard.

## Histoire
Elle est mise en service en mai 1857 avec l'ouverture de la voie entre la gare de Chartres et la gare de Rennes.
Le bâtiment voyageurs existe toujours, mais il est désaffecté. Par ailleurs, le service de fret ne dessert plus la gare.

## Fréquentation
De 2015 à 2023, selon les estimations de la SNCF, la fréquentation annuelle de la gare s'élève aux nombres indiqués dans le tableau ci-dessous.
| Année     | 2015   | 2016   | 2017   | 2018   | 2019   | 2020   | 2021   | 2022   | 2023   |
| --------- | ------ | ------ | ------ | ------ | ------ | ------ | ------ | ------ | ------ |
| Voyageurs | 21 490 | 20 037 | 18 680 | 18 549 | 20 229 | 13 117 | 15 313 | 18 634 | 19 637 |

## Service des voyageurs

### Accueil
Elle est équipée de deux quais latéraux qui sont encadrés par deux voies. Le changement de quai se fait par un platelage posé entre les voies (passage protégé).

### Desserte
La gare du Theil - La Rouge est desservie par des trains du réseau TER Pays de la Loire circulant entre Nogent-le-Rotrou, Chartres et Le Mans. La gare est desservie par 7 allers-retours par jour en semaine. Au-delà de Nogent-le-Rotrou, 1 aller-retour appartenant alors à partir de cette gare au réseau TER Centre-Val de Loire est prolongé ou amorcé en gare de Chartres. La gare est également desservie par un train circulant entre Paris-Montparnasse et Le Mans.